# Cotesia lymantriae
Cotesia lymantriae är en stekelart som först beskrevs av Marsh 1979.  Cotesia lymantriae ingår i släktet Cotesia och familjen bracksteklar. Inga underarter finns listade i Catalogue of Life.